# Тетяна Цой
Тетяна Андріївна Цой (* 15 травня 1965, Клепачі Славутського району Хмельницької області) — українська письменниця. Авторка художнього роману «Мені байдуже, що люди скажуть» (2019) та «Мені байдуже, що люди скажуть. Сестри» (2021).

## Життєпис
Народилася в сім'ї сільської інтелігенції. Мати — вчителька, батько — головний агроном в селі Клепачі Славутського району Хмельницької області.
У 1980 році закінчила Клепацьку восьмирічну школу.
У 1983 році — закінчила Рівненський технікум радянської торгівлі (сучасний Рівненський коледж економіки та бізнесу), отримала середню спеціальну освіту за спеціальністю «Товарознавець продовольчих товарів».
У 2000 році — закінчила Львівську комерційну академію (сучасний Львівський торговельно-економічний університет, отримала повну вищу освіту за спеціальністю «Фінанси і кредит».
У 2008 році — закінчила Київський університет економіки та права «КРОК (університет)»: отримала повну вищу освіту за спеціальністю «Управління персоналом». Там же паралельно закінчила курси і отримала диплом «Бізнес-тренер».
Працювала:
- 1984—2007 — в системі споживчої кооперації (Славутська райспоживспілка, Хмельницька райспоживспілка, Київська облспоживспілка, Укркоопспілка) на посадах оргінструкторки, інспекторки з кадрів, провідної фахівчині управління справами, канцелярії, секретаріату).
- 2007—2008 — начальниця канцелярії страхової компанії «Княжа» (Київ).
- З жовтня 2008 року працює корпоративною секретаркою[4] і начальницею відділу діловодства Управляючої компанії Групи компаній «ФОКСТРОТ».

Одружена, має сина.

## Творчість
Книжка «Мені байдуже, що люди скажуть» — перший роман письменниці. Був опублікований у видавництві «Білка» у 2019 році. Події у книзі зображають життя трьох поколінь жінок однієї української родини в період з 1900 по 1960 роки.
Продовження роману «Мені байдуже, що люди скажуть. Сестри» побачило світ у червні 2021 року.
Презентації роману відбулися в конференц-залі Групи компаній «ФОКСТРОТ» 11 січня у Києві та в Центральній бібліотеці ім. Т. Г. Шевченка для дітей міста Києва.
У квітні 2021 року у видавництві «Білка» вийшла з друку нова книга Тетяни Цой «Мені байдуже, що люди скажуть. Сестри». Цей твір став продовженням вже відомої родинної саги «Мені байдуже, що люди скажуть» (2019).
У червні 2021 року бібліотека на київській Пріорці організувала творчу зустріч онлайн з Тетяною Цой для підписників у соціальних мережах. Зустріч була присвячена виходу з друку другої книги письменниці.
16 червня 2021 року Тетяна Цой вперше публічно презентувала нову книгу — соціально-психологічний роман «Мені байдуже, що люди скажуть. Сестри» (2021) — у колі своїх колег у центральному офісі ГКФ у Києві.

## Волонтерство
Тетяна Цой є однією з засновниць корпоративного руху волонтерів «Хочу допомогти!» у Групі компаній Фокстрот. З 2014 року за ініціативи та підтримки письменниці у компанії було проведено низку благодійних ярмарків та поїздок у Київський та Ірпінський шпиталі.

## Просвітництво
Крім обов'язків корпоративної секретарки, у Групі Компаній Фокстрот Тетяна Цой виконує роль амбасадорки української мови. У співавторстві з письменницею створено 21 урок «Говорімо правильно!». Уроки призначено для покращення ділового мовлення співробітників компанії та формування корпоративної культури на засадах поваги до державної мови.
У січні 2022 року Тетяна Цой презентувала Перший відеоролик з нової серії уроків про мову «Говорімо українською правильно!». В оновленому форматі уроків письменниця пояснює правопис запозиченого слова «ритейл» (бо значна частина її професійної діяльності пов'язана з торгівлею), називає його синоніми, регіональні слова-замінники, а також наводить приклади їх використання із власної книги «Мені байдуже, що люди скажуть».

## Відзнаки
- У 2020 році роман «Мені байдуже, що люди скажуть» (Видавництво «Білка») став лауреатом конкурсу у рамках Літературно-мистецького фестивалю «Толока 2020» у номінації «Українська художня література. Проза»[15].

- У 2020 році роман «Мені байдуже, що люди скажуть» увійшов до рекомендованого до прочитання списку в номінації «Проза» відзнаки «ЛітАкцент року — 2020»[16].

- У 2021 році 24 канал розмістив книгу «Мені байдуже, що люди скажуть. Сестри» (2021) у списку «5 книг, які варто прочитати цього літа»[17].

- У 2021 році 1+1 розмістив книгу «Мені байдуже, що люди скажуть. Сестри» (2021) у списку «5 нових книжок, які варто прочитати цього вересня»[18].